# Isidro Casanova
Isidro Casanova è una città argentina della provincia di Buenos Aires. È situata nel partido di La Matanza e fa parte della area metropolitana della Grande Buenos Aires.